# عقد 50
عقد 50 هو عقد امتد بين 1 يناير 50 و31 ديسمبر 59 بحسب التقويم الميلادي. سبقه عقد 40 ولحقه عقد 60.

## مواليد
- دوميتيان (051)
- تراجان (053)
- تاسيتس (054)
- ألفارو غيريرو (057)

## وفيات
- كلوديوس (054)
- بريتانيكوس (055)
- أغريبينا الصغرى (059)

## كتب
- Yves Denis Papin (1998). Chronologie de l'histoire ancienne. Lieu de publication non identifié: Éditions Jean-paul Gisserot. ISBN:2-87747-346-5. OCLC:40746926. مؤرشف من الأصل في 2022-03-16.
- موسوعة حضارة العالم (2002) لأحمد محمد عوف.

## روابط خارجية
- تصفح سنة بسنة عقد 50 على موقع onthisday.com
- تصفح سنة بسنة عقد 50 ابتداءً من سنة عقد 50 على موقع المكتبة الوطنية الفرنسية